# DUNK (鈴木雅之の曲)
「DUNK」（ダンク）は、1998年6月3日に発売された鈴木雅之の23枚目のシングル。

## 解説
本人出演のアサヒ ダンクCMソング。前述のCMの為に書き下ろされた曲であり当時はオリジナルアルバムも発売されていなかった為か、発売以来15年以上に亘りアルバム未収録曲だったが、2015年3月に発売のベスト・アルバム『ALL TIME BEST 〜Martini Dictionary〜』に初収録された。
また、同曲は1998年の唯一の楽曲且つ最後の8cmCDシングル。次作以降はマキシシングルで発売されるが本作も2011年2月に発売されたシングルCD集『Martini Box』でマキシシングル化された。

## 収録曲
作詞・作曲・編曲：石井妥師
1. DUNK
2. DUNK （Original Backing Track）